# Olivet (Loiret)
Olivet [ɔlivɛ] ist eine französische Gemeinde mit 22.988 Einwohnern (Stand 1. Januar 2022) im Département Loiret in der Region Centre-Val de Loire.

## Geografie
Olivet liegt südlich von Orléans. Die Gemeinde, die früher Saint-Martin-sur-Loiret hieß, wird von Osten nach Westen vom Fluss Loiret durchquert. Ab dem 13. Jahrhundert jetzt sich der Name Olivet in verschiedenen Versionen durch, z. B. Olivet lez Orléans oder Saint-Martin d'Olivet.

## Geschichte
Südlich des Flusses Loiret wurden zur Zeit der Merowinger die ersten Dörfer gegründet. Olivet lag nördlich des Flusses, in einem Gebiet, das regelmäßig überflutet wurde. Chlodwig I. schenkte den Dorfbewohnern zur Gründung eines Klosters Land. Die Mönche der Abtei Saint-Mesmin de Micy, des neu gegründeten Klosters, kultivierten Land, bauten Dämme und ermöglichten den Weinbau. Die Normannen zerstörten später die meisten Überreste aus der Zeit des Frühmittelalters, so dass nur noch wenig über diese Zeit bekannt ist. Nach dem Rückzug der Normannen im Jahr 911 bauten die Mönche das zerstörte Kloster wieder auf. Gegen Ende des 10. Jahrhunderts entstand die Kirche Saint-Martin. Das 13. und das frühe 14. Jahrhundert verliefen ruhig. Eine Steinbrücke wurde gebaut, die den Handel mit Orléans verbessern sollte. Im Hundertjährigen Krieg wurde der Ort von den Briten verwüstet. Das Kloster musste erneut wiederaufgebaut werden.
König Heinrich IV. besuchte Olivet des Öfteren, denn das mitten im Ort stehende Schloss Poutyl war im Besitz seines Feldmarschalls. Besuche des Königs sind in den Jahren 1598, 1601 und 1602 nachgewiesen. Auch soll er von dort aus an Wolfjagden teilgenommen haben.
Olivet war in der zweiten Hälfte des 16. Jahrhunderts stark von den Hugenottenkriegen betroffen.

### Die Französische Revolution und das 19. Jahrhundert
Auch Bürger des Ortes waren an den Bürgerprotesten beteiligt, die 1789 in Orléans ausbrachen. Schon kurz nach dem Sturz der Monarchie beschloss die neue Nationalversammlung die Einteilung des Landes in Departements und die Schaffung von Gemeinden. Während unter dem Ancien Régime von der Obrigkeit ein Verwalter für Olivet eingesetzt war, konnte nun die Bevölkerung ihren Bürgermeister selbst wählen. Bei den ersten Wahlen im Jahr 1790 wurde der Weinhändler André Cribier Bürgermeister der Gemeinde. Auch seine Nachfolger waren anfangs entweder Winzer oder Weinhändler. Zunächst tagte der Gemeinderat im Nebenzimmer einer Gaststätte, später im (beschlagnahmten) Pfarrhaus. Erst 1822 wurde ein Gebäude für die Gemeindeverwaltung erworben.
Im 19. Jahrhundert blühte der Ort wirtschaftlich auf. Die Weinhänge am Ufer des Loiret wichen allmählich Gärten. Ab der zweiten Hälfte des 19. Jahrhunderts war der Loiret ein wichtiges Ausflugsziel der Bürger von Orléans. Während dieser Zeit wurden aus den Mühlen am Fluss nach und nach Herbergen oder Wohnhäuser. Das Rathaus von Olivet wurde am 14. Juli 1887 eröffnet. 1901 hatte der Ort 3.668 Einwohner. Nach einer durch die Reblaus bedingten Krise wurde der Weinberg nach und nach wieder aufgestockt.

### Olivet im Ersten Weltkrieg
Der Erste Weltkrieg betraf viele Familien aus Olivet. Auf dem 1921 eingeweihten Kriegerdenkmal befinden sich 156 Namen von Gefallenen des Krieges. Nachdem zu Beginn des Krieges Olivet etwa 3800 Einwohner hatte, haben in diesem Krieg etwa 10 % der erwachsenen Männer ihr Leben auf dem Schlachtfeld verloren.
Im Sommer 1915 kamen Schüler aus Reims, welche wegen der Bombardierungen durch deutsche Einheiten evakuiert wurden, nach Olivet. Die Schlösser De la Fontaine und Beauvoir wurde zur Kriegslazaretten umfunktioniert. Ebenso mussten mehrere Schulen Klassenräume für den gleichen Zweck zur Verfügung stellen. Insgesamt waren im Verlauf der vier Kriegsjahre etwa 3000 Kriegsverletzte oder sonstige erkrankte Soldaten in Olivet zur Behandlung.
Ende September 1914 wurden ca. 35.000 bis 40.000 indische Soldaten als Teil des British Indian Corps aus Indien mit dem Schiff nach Marseille und von dort mit der Bahn nach Orléans gebracht. Sie, oder zumindest ein Teil von ihnen, biwakierte auf unbebautem Gebiet der Gemeinden Olivet und Saint-Cyr-en-Val. Nach erfolgter Ausrüstung und militärischer Ausbildung wurden sie dann an die Front geschickt. Ein von ihnen auf dem Weg nach Orléans benützter Weg, der wohl auch durch ihr Lager verlief, heißt heute noch Rue du Camp des Indiens.

### Die Jahre zwischen den beiden Weltkriegen
Nach Ende des Krieges übernahm die Gemeinde Olivet eine Patenschaft für die kleine Gemeinde Mesnil-Martinsart im Departement Somme, welche während des Krieges vollkommen zerstört worden war. Reinerlöse von Festen und Tombolas wurden an diese Gemeinde überwiesen.
1936 lebten 4050 Menschen in Olivet. Zum ersten Mal wurde bei einer offiziellen Erhebung damit die Zahl von 4000 Einwohnern überschritten. 
1938 stellte die Straßenbahn Orléans, welche bis in das Zentrum von Olivet führte ihren Betrieb ein. Stattdessen kamen Stadtbusse zum Einsatz.

### Olivet im 2. Weltkrieg
Mit dem schnellen Vorrücken der deutschen Armee während der Offensive vom 10. Mai bis 25. Juni 1940 flüchteten Massen von Menschen in den Westen und Süden Frankreichs. Auch Olivet war von diesem Durchzug betroffen. unter dem Namen Hôpital Z wurde im Schloss Château du Couasnon ein Lazarett errichtet. Bereits am Morgen des 18. Juni Olivet erschienen zum ersten Mal deutsche Soldaten in Olivet. Es wurden auch mehrere Personen festgenommen.
Bei den Wahlen des Jahres 1941 wurde mit Geneviève Perrier erstmals eine Frau in den Gemeinderat entsandt. 
Bereits vier Wochen nach der Landung der Alliierten in der Normandie bombardierte die Amerikanische Luftwaffe Ziele im Hinterland, darunter auch Orléans. Dabei wurden am 9. Juli 1944 zwei Bögen der Brücke, welche in unmittelbarer Nähe des Zentrums von Olivet den Loiret überquert, zerstört. Die Verbindungen nach Orléans waren dadurch beeinträchtigt. Sie wurden aber noch schlechter durch die Sprengung der Pont Royal über die Loire im Stadtgebiet von Orléans am 16. August 1944. Am nächsten Tag wurden die nördlich der Loire gelegenen Teile von Orléans  - mit dem Stadtzentrum und den Bahnhöfen - durch die Amerikaner besetzt. Die Gebiete südlich davon liegenden Gebiete mussten noch für zwei lange Wochen die deutschen Besatzer ertragen. In dieser Zeit lieferten sich Amerikaner und Deutsche über die Loire und den Loiret hinweg Artilleriegefechte. Es werden hunderte von Häusern beschädigt. Etwa ein Dutzend Zivilisten verlieren durch Aktionen der Besatzer ihr Leben. Erst am 2. September 1944 war Olivet wieder frei von deutschen Soldaten.
Französische lokale Widerstandskämpfer der Forces françaises de l’intérieur versuchten, die Deutschen zu vertreiben. Im Widerstand spielte der 1913 geborene Marcel Belot eine besondere Rolle. Er hatte als Metzgersohn in eine Metzgerei in eine der Hauptstraßen des Ortes eingeheiratet. Am 18. August teilte er Waffen an sechs weitere Freischärler aus. Am 21. wurde Belot und ein Mitstreiter in der Nähe des Rathauses festgenommen. Unter Bewachung sollten sie dann Munitionskisten in den Nachbarort transportieren. Sie versuchten zu fliehen und wurden dabei erschossen. Sein damaliges Wohnhaus trägt heute eine Gedenkplatte, die Straße ist nun nach ihm benannt.

### Nachkriegszeit, bis zur Gegenwart

Bevölkerungsentwicklung zwischen 1962 und 2008

In der Zeit nach dem Zweiten Weltkrieg stieg die Bevölkerungszahl stark an. Es gab eine Verdreifachung zwischen 1962 und 2020.
Die Amerikaner errichteten auf dem Gelände Maison Fort eine Militärbasis, die sie 1967 verließen. Seit 1991 ist dort ein Panzerregiment der französischen Armee, das 12e régiment de cuirassiers stationiert.
Seit den 1960er-Jahren wurden aufgrund des starken Bevölkerungswachstums auch größere Wohngebäude gebaut. Mehrere Gewerbegebiete bringen Steuergelder in die Gemeindekassen und bieten auch Arbeitsplätze.
1965 wurde die Route nationale 20 umgeleitet, so dass sie nicht mehr durch das Zentrum von Olivet führt. Die überlastete West-Ost-Straße durch den Ortskern wird seit einigen Jahren durch eine Umgehungsstraße, die Avenue Victor Hugo, entlastet.
1967 wurde die Kirche Notre-Dame du Val geweiht. In den 1970er-Jahren entstanden viele neue öffentliche Einrichtungen. Zum Ende des 20. Jahrhunderts wurde Olivet an das Straßenbahnnetz der Metropolregion Orléans angebunden. Außerdem entstand das neue Viertel Le Larry.

### Bevölkerungsentwicklung
| Jahr      | 1911 | 1962 | 1968 | 1975   | 1982   | 1990   | 1999   | 2009   | 2018   | 2020   |
| Einwohner | 3770 | 7350 | 7860 | 11.568 | 13.629 | 17.572 | 19.209 | 19.806 | 22.168 | 22.503 |

Auch in Olivet altert die Bevölkerung: zwischen 2009 und 2020 stieg der Anteil der Personen im Alter von 60 bis 74 Jahren von 15,7 % auf 17,3 % an der Gesamtbevölkerung der Gemeinde. Der Anteil der Personen mit einem Lebensalter von 75 Jahren oder mehr wuchs in diesem Zeitraum von 8,9 % auf 10,4 %.
Die Einwohner Olivets bewohnten 2020 insgesamt 11.099 Haushalte. Davon waren 5.046 Einpersonenhaushalte, das sind 41,9 % aller Haushalte. 2009 betrug dieser Anteil nur 40,8 %.
Fast drei Viertel aller Wohnungen wurden nach 1970 errichtet.

### Bildergalerie

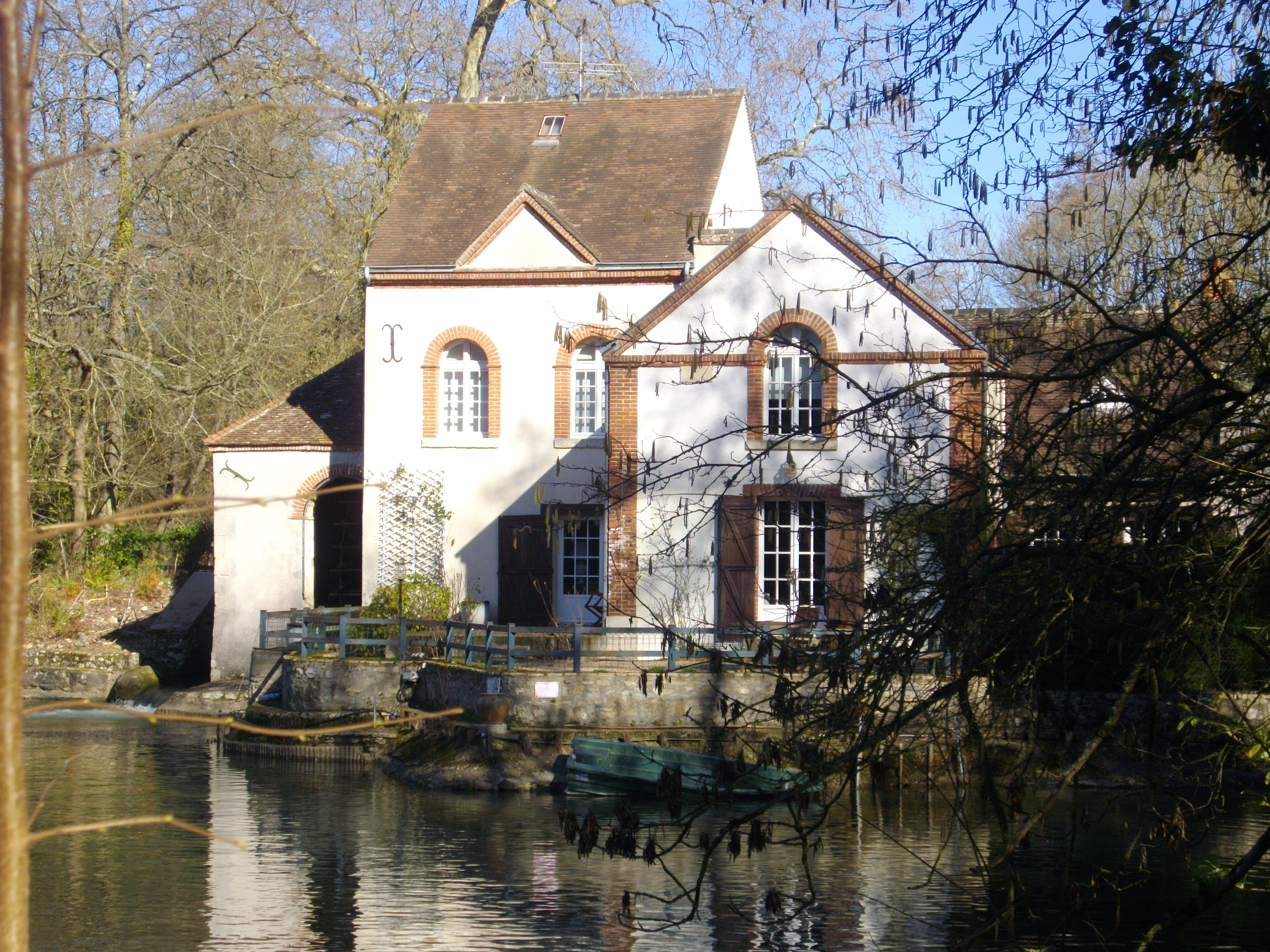
Wassermühle La Mothe
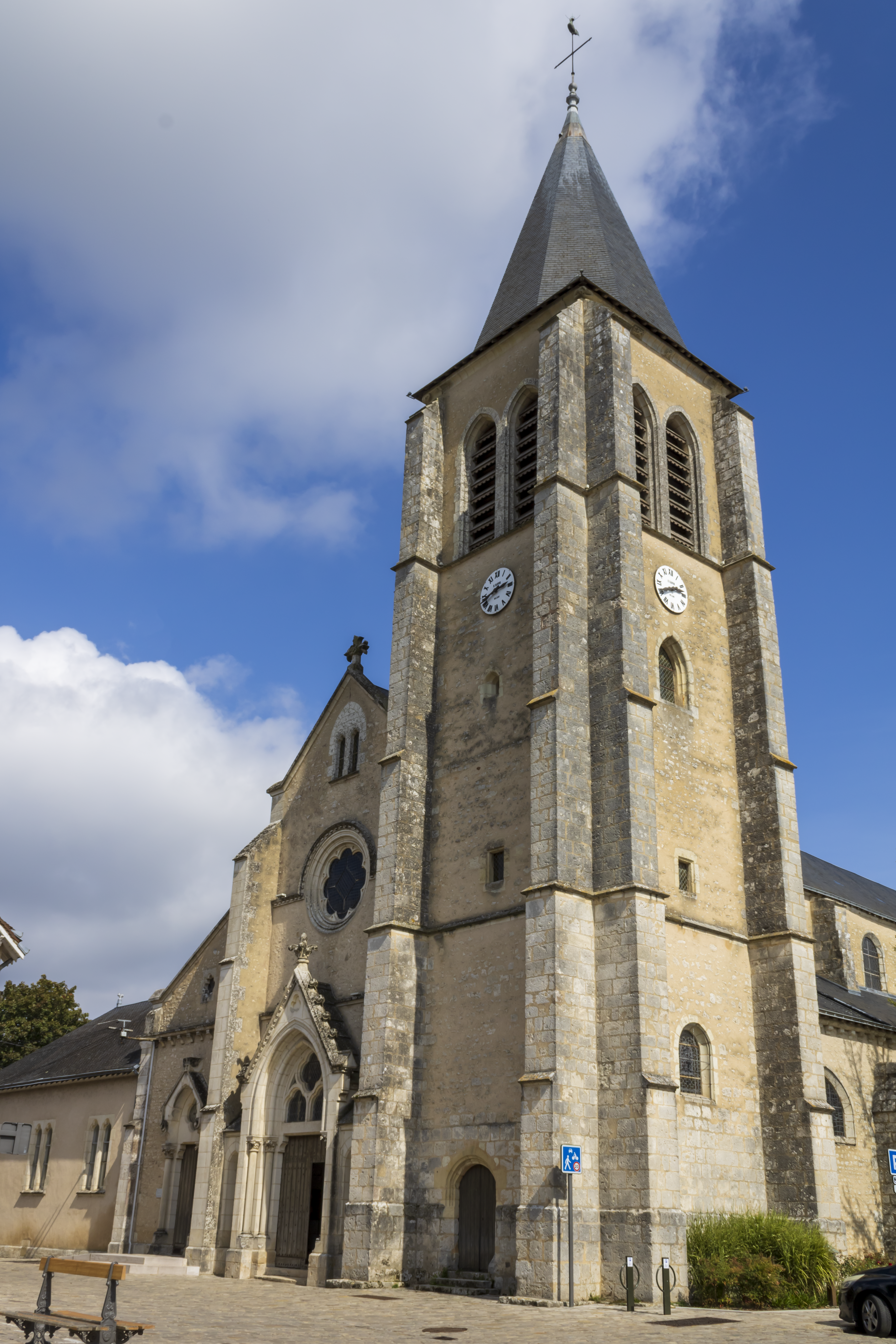
Kirche Saint-Martin
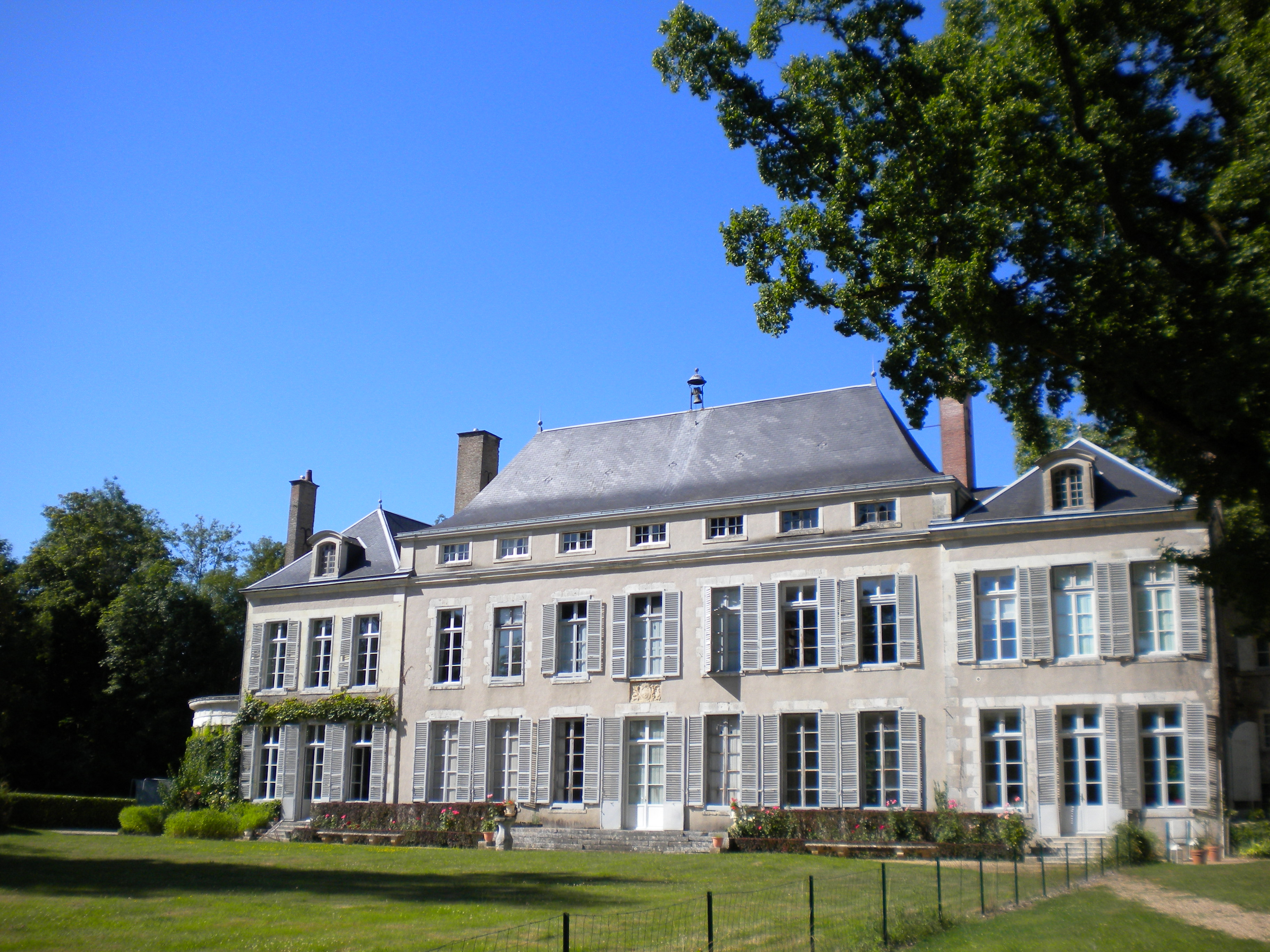
Schloss La Fontaine
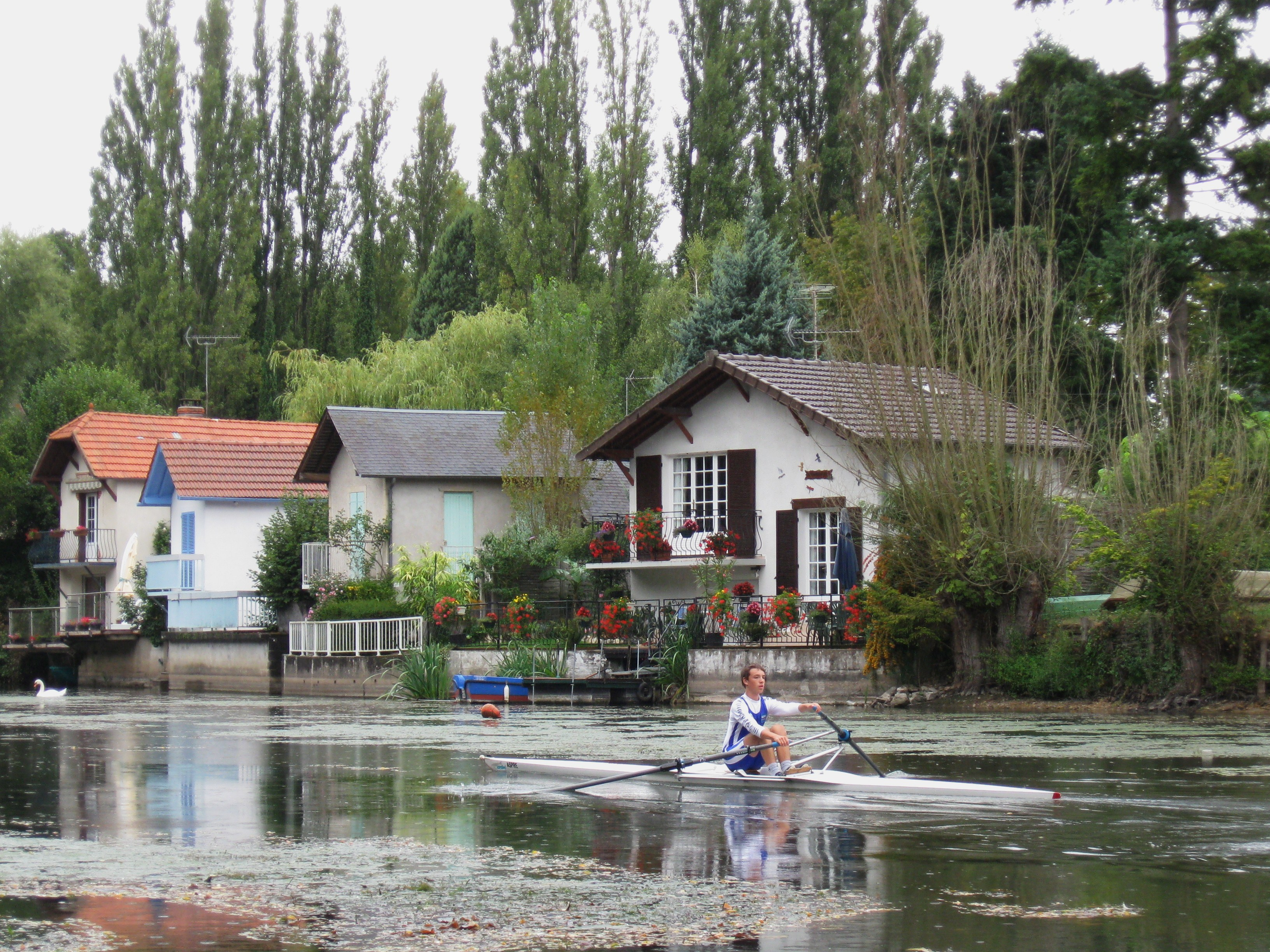
Der Loiret in Olivet

## Städtepartnerschaften
- Bad Oldesloe (Deutschland), seit 1996
- Fakenham (Vereinigtes Königreich), seit 1982[13]

## Persönlichkeiten
Diese Liste enthält Namen von Persönlichkeiten, welche entweder in Olivet geboren wurden oder sonst eine engere Beziehung zum Ort hatten.
- Henri Louis Delamarre (1829–1913), geboren in Olivet, Maler und Pferdezüchter
- Gaston d'Illiers (1876–1932), geboren in Boulogne-sur-Mer, Bildhauer, wohnte und wirkte in Olivet und Orléans
- Marcel Belot (1913–1944), geboren in Raveau (Nièvre), lebte seit 1936 in Olivet, trat später der Résistance bei und führte eine lokale Widerstandsgruppe
- Louis Bertheau (1919–1945), geboren in Olivet, trat der Résistance bei, wurde 1944 von deutschen Soldaten festgenommen und starb 1945 im Gefangenenlager Sandbostel